# 代県 (河北省)
代県（だい-けん）は中華人民共和国河北省にかつて存在した県。代郡の郡治（郡役所）が置かれた。現在の張家口市蔚県北東部に位置する。
秦朝により設置され、西晋により廃止された。